# Gerardo Masana
Gerardo Héctor Masana (1 de febrero de 1937, Banfield, Buenos Aires - Buenos Aires, 23 de noviembre de 1973) fue arquitecto, músico y fundador de Les Luthiers.

## Biografía
Criado en un ambiente donde la música, el teatro y la literatura eran parte de la familia, pronto sintió el deseo de participar en el Coro de Ingeniería de la Universidad de Buenos Aires, donde conoció a los que luego serían integrantes de Les Luthiers.
Fue el creador del grupo, compuso las primeras obras (como la Cantata Laxatón), y creó los primeros instrumentos informales (como el bass-pipe a vara, la máquina de tocar o dactilófono, el contrachitarrone da gamba, o el cello legüero entre muchos otros). 
Gerardo Masana murió de leucemia el 23 de noviembre de 1973. Su influencia nunca dejó de ser patente en el grupo: a casi 52 años después de su muerte, instrumentos creados por él siguen empleándose en escena, y también incluso alguna obra en la que él había participado. En los programas de mano del grupo siempre figura su nombre como fundador del mismo.
Su biografía queda contenida en el libro Gerardo Masana y la fundación de Les Luthiers, escrita por su hijo, Sebastián Masana, en 2004.